# 陳騰鳳
陳騰鳳（1583年—1654年），字鳴周，號聖苞，福建興化府莆田縣人，明朝政治人物。

## 生平
萬曆三十一年（1603年）癸卯科福建鄉試第二十一名舉人，三十五年（1607年）中式丁未科會試第二名，二甲第九名進士。刑部觀政，授開州知州，三十六年（1608年）丁母憂去職，服闋，三十九年（1611年）補禹州知州，四十年（1612年）調太倉州知州，四十三年（1615年）升兵部員外郎，四十六年（1618年）任戊午科山西鄉試正考官，四十七年（1619年）出為河南按察司僉事，天啟元年（1621年）升河南布政使司右參議，二年（1622年）升浙江按察司副使，四年（1624年）乞歸侍養，家居二十載。順治十一年（1654年）卒，享年七十二歲。

## 著作
著有《四書講意》、《尚書要言》、《靜虛齋集》若干卷。

## 家族
曾祖陳大和；祖父陳珵；父陳健，儒官。母劉氏。具慶下。兄陳騰鵬，弟陳騰鸑。從兄陳拱璧（貢士）、陳京第（州判官），從弟陳臣忠（推官）、陳閩麒（貢士）、陳欽（監生）。